# Duca di Kent
Duca di Kent è un titolo inglese reale; creato svariate volte nella storia nobiliare dell'Inghilterra e della Gran Bretagna, l'ultima volta per Giorgio, quarto figlio di re Giorgio V. Il titolo è stato poi trasmesso al primogenito Edward, attuale duca di Kent.

## Storia
Un titolo legato al Kent apparve la prima volta con il Regno di Kent (o di Cantware), uno dei sette regni anglosassoni che successivamente si fusero nel Regno di Inghilterra. Il regno di Cantware (o Kent) inizia verso il 449 e nell'825 fu conquistato da Egbert, re di Wessex, dipendendo da questi e venendo governato da una sorta di viceré, di solito imparentato con i sovrani del Wessex. Il regno divenne qualcosa come il titolo del probabile erede al trono, tant'è che Aethelwulf, figlio di Egbert, ne divenne re nell'825. Dall'860, il Kent perse la sua condizione di regno entrando a far parte in toto del Wessex.
Successivamente, comunque, il titolo usato fu in un primo tempo quello di Conte di Kent. Dopo la morte di suo padre, Godwin conte di Wessex, Leofwine (1035 - 1066 circa) in un periodo compreso tra il 1056 e il 1058 divenne conte di Kent, una nuova contea in quel tempo. è possibile che Godwin sia stato il primo conte di Kent.
Dopo la morte di Leofwine ad Hastings nel 1066, Guglielmo il Conquistatore nominò il suo fratellastro, Oddone di Bayeux (1036 - 1097 circa), che era anche vescovo di Bayeux, nuovo conte di Kent. Comunque, Oddone fu per due volte privato del titolo, una prima volta nel 1082, quando fu imprigionato, ed una seconda nel 1088, per aver aiutato la rivolta del 1088, in seguito alla quale egli abbandonò l'Inghilterra.
Successivamente il titolo fu di nuovo impiegato nel 1141 per Guglielmo di Ipres, che ne fu privato nel 1155 e nel 1227 per Hubert de Burgh, con cui si estinse alla sua morte. Nel 1321 fu concesso a Edmund di Woodstock ed attraverso il matrimonio di Giovanna Plantagento con Thomas Holland, il titolo passò alla famiglia Holland, che lo tenne fino al 1408. Nel 1461 ne fu insignito William Neville e nel 1465 Edmund Grey: la sua famiglia lo portò fino ad Henry Grey.

### Duchi di Kent

#### Prima creazione (1710)
Henry Grey successe al padre, Anthony Grey, come dodicesimo conte di Kent nel 1702. Nel 1706 fu elevato al titolo di marchese di Kent, davanti a quelli di conte Harold e visconte Goderich. Nel 1710 divenne duca di Kent e successivamente marchese Grey (1740). Henry ebbe un solo figlio, George, che prese il titolo di conte Harold, e una figlia femmina, Lady Jemima. La morte di Henry nel 1733 lasciò il ducato senza un erede maschio: la figlia poté succedere nei titoli di marchese Grey e barone di Lucas, ma tutti gli altri, in particolare quello di Duca di Kent, si estinsero con la morte del titolare.
| Immagine | Nome       | Nascita | Consorte                                            | Inizio della detenzione del titolo | Morte         | Note                                      | Blasone |
| -------- | ---------- | ------- | --------------------------------------------------- | ---------------------------------- | ------------- | ----------------------------------------- | ------- |
|          | Henry Grey | 1671    | Jemima Crew (1695-1728) Sophia Bentinck (1729-1740) | 1710                               | 5 giugno 1740 | Figlio di Anthony Grey, XI conte di Kent. |         |

### Duca di Kent e Strathearn (1799)
Il 23 aprile 1799 il ducato di Kent fu dato al Principe Edoardo Augusto, insieme al ducato di Strathearn e alla contea di Dublino. Egli ebbe un'unica figlia, la principessa Alessandrina Vittoria (la futura Regina Vittoria). Alla morte del suo titolare nel 1820, il ducato fu di nuovo privo di un erede maschio legittimo e il titolo rimase vacante per oltre quarantasei anni.
| Immagine | Nome                        | Nascita         | Consorte                              | Inizio della detenzione del titolo | Morte           | Note                                                           | Blasone |
| -------- | --------------------------- | --------------- | ------------------------------------- | ---------------------------------- | --------------- | -------------------------------------------------------------- | ------- |
|          | Edoardo Augusto di Hannover | 2 novembre 1767 | Vittoria di Sassonia-Coburgo-Saalfeld | 24 aprile 1799                     | 23 gennaio 1820 | Quinto figlio di re Giorgio III e padre della regina Vittoria. |         |

### Duca di Kent

#### Seconda creazione (1934)
Nel 1934, il principe Giorgio, quarto figlio di Giorgio V e della Regina Maria, fu creato duca di Kent, conte di St Andrews e barone Downpatrick. Il principe ebbe tre figli prima della sua morte: il principe Edoardo, che è successo al padre nel titolo ducale, la principessa Alessandra, e il principe Michele.
L'attuale duca di Kent ha due figli. Le Lettere Patenti di Giorgio V del 30 novembre 1917 limitano il trattamento di Altezza Reale e il titolo di Principe ai figli di sovrano, ai nipoti di sovrano nella linea maschile, e al più anziano figlio vivente del Principe di Galles. I pro-pronipoti del sovrano in linea maschile godono del titolo di cortesia di quello dei figli di un duca. Quindi l'erede probabile del ducato di Kent è Giorgio, conte di St. Andrews (1962), che si è sposato nel 1988 e ha tre figli, il primo dei quali è il barone Downpatrick (1988), secondo in linea di successione al titolo; quando il conte di St. Andrews diventerà duca sarà "Sua Grazia il Duca di Kent". Dopo il conte di St. Andrews, e il barone Downpatrick, come erede c'è il più giovane figlio del duca di Kent, Lord Nicholas Windsor.
| Immagine | Nome            | Nascita          | Consorte          | Inizio della detenzione del titolo | Morte          | Note                                        | Blasone |
| -------- | --------------- | ---------------- | ----------------- | ---------------------------------- | -------------- | ------------------------------------------- | ------- |
|          | Giorgio Windsor | 20 dicembre 1902 | Marina di Grecia  | 12 ottobre 1934                    | 25 agosto 1942 | Quarto figlio di Giorgio V del Regno Unito. |         |
|          | Edward Windsor  | 9 ottobre 1935   | Katharine Worsley | 25 agosto 1942                     | vivente        | Figlio del precedente duca.                 |         |

## Linea di successione
- S.A.R Giorgio, duca di Kent (1902–1942)
  - S.A.R. Edward, duca di Kent, nato nel 1935
    - 1. George Windsor, conte di St Andrews, nato nel 1962
      - 2. Edward Windsor, Lord Downpatrick, nato nel 1988

    - 3. Lord Nicholas Windsor, nato nel 1970
      - 4. Albert Windsor, nato nel 2007
      - 5. Leopold Windsor, nato nel 2009
      - 6. Louis Windsor, nato nel 2014

  - 7. S.A.R. Michael di Kent, nato nel 1942
    - 8. Lord Frederick Windsor, nato nel 1979